# Gedok
Le GEDOK, (pour Gemeinschaft deutscher und oesterreichischer Künstlerinnen und Kunstfreundinnen) fondé en 1926 est une fédération d'associations d'artistes allemandes et autrichiennes. C'est le réseau le plus ancien et le plus grand d'Europe d'artistes femmes.

## Historique
L'association est fondée à Hambourg en 1926 par Ida Dehmel, défenseuse des droits des femmes (1870-1942) en tant que communauté d'artistes et amatrices d'art allemandes et autrichiennes. Ida Dehmel est membre du Werkbund et membre du conseil d'administration du premier Zonta Club. Elle promeut les artistes femmes en mettant en place un réseau de mécènes engagés pour les soutenir. La création de groupes locaux se succèdent. En 1927, le GEDOK NiedersachsenHannover est fondé à Hanovre. En 1929, le groupe de Cologne est créé. En 1930, le GEDOK Heidelberg, le GEDOK Karlsruhe, le GEDOK Leipzig voient le jour. En 1932, le GEDOK Berlin est créé.
En 1933, après la prise du pouvoir par les nazis, Ida Dehmel est contrainte de démissionner du conseil d'administration en raison de ses origines juives. Anita Ree et d’autres membres juives connaissent le même sort. La persécution par le régime national-socialiste conduit au suicide Anita Ree en 1933 et Ida Dehmel en 1942. Elsa Bruckmann, membre du NSDAP est nommée nouvelle présidente et l'association des artistes rebaptisée ReichsGEDOK.
Après la Seconde Guerre mondiale, les premiers groupes GEDOK se réunissent à nouveau :  Stuttgart en 1945, Hanovre, Mannheim, Hambourg en 1946, Cologne en 1947 et Heidelberg en 1948. En 1948, l'association fédérale GEDOK est recréée. La première réunion constitutive a lieu dans la maison d'Anna Maria Darboven à Hambourg à l'initiative de Marianne Gärtner, la nièce d'Ida Dehmel.
En 1954, le GEDOK de Stuttgart confie à Grit Bauer-Revellio la construction du premier immeuble d'habitations et d'atelier pour les artistes.
En 2010, la Section Autriche est dissoute. En 1990, après la réunification, le GEDOK Brandebourg, GEDOK Mitteldeutschland à Leipzig et GEDOK Mecklembourg-Poméranie sont créés  dans les nouveaux Länder. Le réseau est formé de 23 groupes régionaux.

## Organisation et objectif
L'association à but non lucratif s'engage en faveur d'une représentation équitable entre les femmes et les hommes dans tous les domaines de la création artistique ainsi que d'une représentation égale dans les comités et les postes de direction dans l'art et la culture.
L'association fédérale et les groupes régionaux présentent au public la création artistique dans les domaines des beaux-arts, des arts appliqués, de la littérature, de la musique et des arts du spectacle afin de promouvoir les artistes féminines et d'améliorer leurs conditions de vie et de travail.
L'association organisent des rencontres diverses rencontres à travers des visites d'ateliers, des ateliers-débats, des projets artistiques interdisciplinaires, des expositions, des concerts, des lectures, des colloques, des publications et des catalogues.
Le siège de l'association fédérale GEDOK  est à Bonn.
Le GEDOK décerne le prix d'art GEDOK Ida Dehmel et Gabriele Vossebein pour les beaux-arts, le prix GEDOK FormART Elke et Klaus Oschmann pour les arts appliqués, le prix de littérature Ida Dehmel et le prix de promotion de la littérature GEDOK. Le GEDOK participe à l'attribution du Prix Gabriele-Münter.
Le GEDOK est également une maison d'édition. L'association fédérale est impliquée dans des institutions culturelles, des comités politiques et des associations nationales et internationales.

## Présidentes de GEDOK
- 1926–1933: Ida Dehmel
- 1933: Gertrud Kapesser et Bertha Schwannecke avec Toni Schütte
- 1933–1937: Elsa Bruckmann, membre du NSDAP
- 1948–1959: Marianne Gärtner, nièce d'Ida Dehmel
- 1959–1964: Felicitas Rothe
- 1964–1968: Felicitas Barg
- 1968–1974: Annelie Rall
- 1974–1978: Sybille Niester
- 1978–1988: Gisela Gräfin von Waldersee
- 1988–2000: Renate Massmann
- 2000–2006: Kathy Kaaf,
- 2006–2012: Ingrid Scheller
- 2012–2018: Ulrike Rosenbach
- 2018–2022: Ursula Toyka-Fuong
- 2022 - : Béatrice Portoff

## Artistes notables
- Ruth Cahn (1875-1966)
- Alma del Banco (1863-1943)
- Ulrike Rosenbach (1943-)
- Alice Samter (1908-2004)